# Galloway T 1705

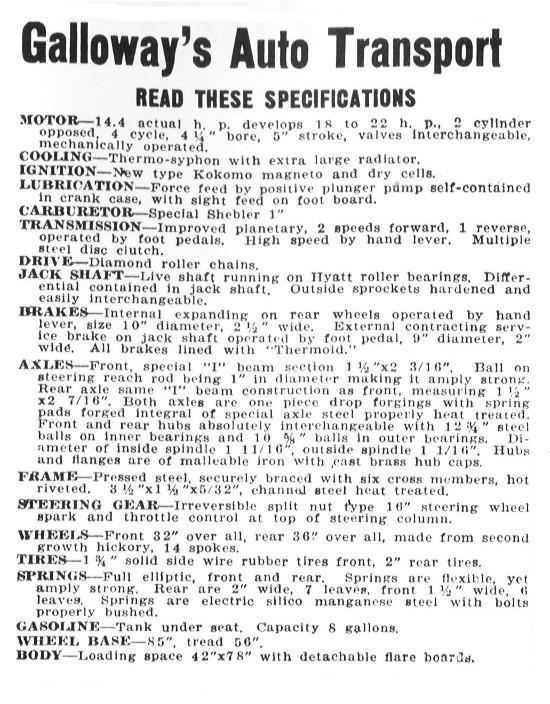
Detaillierte Fahrzeugbeschreibung in einer Anzeige um 1910.

Der Galloway T 1705 ist ein Automobil von der William Galloway Company. Weitere Bezeichnungen sind Galloway's Auto Transport, Galloway New Auto Transport und nach dem (gerundeten) A.L.A.M.-Rating Galloway 14 HP.

## Beschreibung
Die Bauzeit war je nach Quelle von 1908 bis 1910 oder 1911.  Die Produktion fand laut einer Quelle bei der Dart Manufacturing Company statt.
Das Fahrzeug ist ein Highwheeler. Dies sind bewusst einfach konstruierte, kutschenähnliche Motorfahrzeuge mit riesigen Rädern und einem funktionalen Aufbau mit minimalem Schmuck. Die Bauart übernahm Elemente der Farm wagon, Fuhrwerke, die auf fast jeder Farm zu finden waren und die dem ländlichen Zielpublikum bestens vertraut waren. Dieser Wagen ist eine Mischform aus Personenkraftwagen und Nutzfahrzeug. Das Fahrzeug wird als Farm wagon mit Express-Aufbau beschrieben. Der Begriff wurde ursprünglich für ein damals verbreitetes Frachtfuhrwerk mit einer Sitzbank und einer offenen Ladefläche verwendet; "Express" ist eine damals übliche Bezeichnung für offene Pritschenwagen, in der Regel ohne Verdeck für Fahrer und Passagier. Untypisch am Fahrzeug war der große Wasserkühler an der Fahrzeugfront.
Der Wagen hat einen Zweizylinder-Viertaktmotor, ausgelegt als Boxer mit Thermosiphonkühlung und Druckumlaufschmierung mit Ölpumpe im Kurbelwellengehäuse. Die Ventile sind austauschbar, müssen also bei einer Revision nicht individuell an den Zylinder angepasst werden. Der Hubraum beträgt 2325 cm³ bei 4 ¼ Zoll (107,95 mm) Bohrung und 5 Zoll (127 mm) Hub. Das ergab eine Einstufung mit 14,4 HP nach der A.L.A.M.-Formel. Der Motor leistete 18 bis 22 PS. Die Gemischaufbereitung besorgt ein Ein-Zoll-Vergaser von der Wheeler & Schebler Carburetor Company. Das Fahrzeug hat eine Magnetzündung von Kokomo, gespeist von einer Trockenzellenbatterie; die Zündverstellung erfolgt von Hand mittels Hebel an der Lenksäule. Das Fahrzeug wird mit einem ebenfalls an der Lenksäule angebrachten Gashebel beschleunigt.
Die Kraft wird vom Motor über eine Mehrscheibenkupplung auf ein Zweigang-Planetengetriebe übertragen. Das Fahrzeug hat auch einen Rückwärtsgang, was damals nicht selbstverständlich war. Dieser und der erste Gang werden mit Fußpedalen eingelegt, der zweite Gang mit einem Schalthebel. Über eine kurze Kardanwelle wird die Kraft auf ein
Differential übertragen, das im Vorgelege integriert ist. An jedem Ende der Vorgelegewelle ist ein Zahnrad angebracht, das die Kraft über je eine Antriebskette auf das zugeordnete Hinterrad überträgt. Zur Herausstellung der Produktqualität wurde damals gerne auf die Verwendung von Kugellagern hingewiesen. Hier finden sich solche der Hyatt Roller Bearing Company unter anderem als Aufnahme der Vorgelegewelle.
Anders als viele andere Highwheeler hat der Wagen ein als Leiterrahmen mit sechs Querträgern ausgebildetes, genietetes Fahrgestell aus Pressstahl. Der Radstand beträgt 2159 mm (85 Zoll), die Spur entspricht mit 1422 mm (56 Zoll) der damals für Pkw in den USA üblichen Weite. Als Leergewicht sind umgerechnet 907 kg angegeben. Die Starrachsen sind geschmiedet mit eingearbeiteten Aufnahmen für die Federung und Hyatt-Kugellagern. Beide Achsen hängen an konventionellen Halbelliptikfedern. Die Speichenräder aus Hickoryholz mit je 14 Speichen und Vollgummireifen messen vorn 32 × 1 ¾ Zoll (813 × 45 mm) und hinten 36 × 2 Zoll (914 × 51 mm). Allerdings gibt es auch die Angaben 32 × 1 ½ und 33 × 3. Als Nutzlast sind umgerechnet 454 kg bis 680 kg angegeben. Die Ladefläche misst 1981 mm (78 Zoll) in der Länge und 1067 mm (42 Zoll) in der Breite.
Als Besonderheit war das Fahrzeug aus einem Versandkatalog bestellbar. Der Kunde konnte das Fahrzeug zu einem Preis von 570 US-Dollar aus Galloways Katalog bestellen. Es wurde in betriebsbereitem Zustand zur Abholung in Waterloo bereitgestellt. Zwei Öllampen, Rücklicht, Ballhupe und ein Satz Bordwerkzeug waren im Preis inbegriffen. Eine zusätzliche, abnehmbare Sitzbank war gegen einen Aufpreis von 12 Dollar erhältlich.

## Galloway heute
Einige Fahrzeuge dieses Typs sind erhalten. Ein irrtümlich auf 1902 datiertes Exemplar befand sich 2003 im Central Texas Museum of Automotive History in Rosanky (Texas). Eine andere Quelle nennt ein Fahrzeug im Automobile Showcase von Bill Pollock in Pottstown (Pennsylvania).